# 伊拉克通讯
本条目是有关伊拉克的通讯状况。

## 电话
2001年前的伊拉克通讯，可以说是一穷二白，主要的交换机是使用国内的两家大通讯商。
2003年的伊拉克战争严重破坏了包括国际通讯在内的电讯业。美国国际开发署为此修理了交换容量，并且建立了一个移动和卫星通讯工具。目前有线通讯已经超过了战前的水平。
固定电话
154.7万 （2005年）
移动电话
870万(2006年)

### 国内
在2003年期间遭受破坏的交换机和干线已经修复，但是仍然存在被破坏的问题。交换容量正在提高准入。移动通讯已经被广泛使用，并且一个大城市为中心建立了三个GSM网络，全国范围的连通性得到了完善。目前有870萬的移动通讯用户。

## 国际
国际长途代码：964
卫星基站：2（1个在大西洋，1个在印度洋）
1个全球卫星通讯系统在大西洋地区。1个阿拉伯通讯卫星（不起作用）
同轴电缆和微波无线电中继与约旦、科威特、叙利亚、 土耳其连接。尽管新建了卫星网关，但是巴格达以外的国际电话还经常出问题。

## 广播电视
不受管制的媒体经过17个月的增长，在伊拉克境内已经有了大约80个电台（2004年）。
电视台: 21(2004年)

## 网络
因特网国家代码:.iq
互联网服务商:5(2006年)
网民:36,000(2005年)